# تيكوماوية
التيكوماوية (الاسم العلمي: Tecomeae) هي قبيلة من النباتات تتبع فصيلة البنيونية من الرتبة الشفويات.

## أجناس التيكوماوية
- التيكومة
- الجكراندة
- الكتلبة